# Herpyllus goaensis
Herpyllus goaensis är en spindelart som beskrevs av Benoy Krishna Tikader 1982. Herpyllus goaensis ingår i släktet Herpyllus och familjen plattbuksspindlar. Inga underarter finns listade i Catalogue of Life.